# 陆幼刚
陸幼剛（1892年—1983年），字厲庵，廣東省信宜水口鎮人，北大文科畢業。1910年加入中國同盟會，1911年參加廣東高州起義。歷任大元帥府秘書、法制委員會委員、鶴山縣縣長、江門市市長。1935年任廣東省政府秘書長、國民黨第五屆侯補中監委。抗日戰爭期間歷任軍風紀巡查團中將委員、廣州特別市黨部常委。1945年5月當選國民黨第六屆中執委。抗戰勝利後當選廣州市參議會議長。1948年當選第一屈國大代表。1949年國共內戰戰敗後赴香港，後至美國任羅省中學校長。1983年病逝於美國。

## 著作
有《國父史略》、《廣州革命史蹟》等。